# Triptognathus gratiosus
Triptognathus gratiosus là một loài tò vò trong họ Ichneumonidae.